# アルジェリアにおける検閲
アルジェリアにおける検閲（アルジェリアにおけるけんえつ）はアフリカ大陸北部にあるアルジェリア民主人民共和国が1962年にフランスからの独立後に国内で展開したジャーナリストへの検閲について記す。1990年以降は、広く報道の自由が認められ報道規制は抑えられた。ところが、1990年代のアルジェリア内戦では保安部隊かイスラム教徒のどちらかにより70人を越えるジャーナリストが暗殺された。その後もアルジェリアでは、1993年から1998年の間に16人のジャーナリストが殺されている。

## 1990年代－2000年代
近年、アブデルアジズ・ブーテフリカ大統領がいくつかの新聞社の閉鎖とアルジェリアの新聞ル・マタン編集長でブーテフリカ大統領の伝記の批評家モハメッド・ベンチコウなど多くのジャーナリストの投獄を要請し、その他のジャーナリストも国外追放を強い、多くはフランスへ亡命した。
国境なき記者団（RWB）が出している報道の自由度指数はアルジェリアに5年来、近似値40を与えていた（国境なき記者団の記事にある図は現在は報道の自由度がより下がっている）。フランスの日刊新聞リュマニテと同じく国境なき記者団（RWB）はアルジェリアの新聞ル・マタン編集長モハメッド・ベンチコウの投獄を非難した。アルジェリアでベンチコウ編集長は、汚職で告発され2年の投獄を宣告されていた。ベンチコウ編集長は迫害されている執筆者に与えられるバーバラ・ゴールドスミス賞を2006年度に受賞した。
アルジェリアは近年、ベンチコウ編集長のアパートと報道の自由への多くの襲撃を経験した。フランスのル・トリビューン（La Tribune）新聞社は1996年に閉鎖、ネット検閲も2006年3月に実施された。1998年、アルジェリアの雑誌エル・ワタン（El Watan）も同様に国内の状勢や襲撃に苦しんだ。国境なき記者団（RWB）とジャーナリスト保護委員会（CPJ）側の人間は政府軍とイスラム教の暴徒から標的にされたと報告。
やむなくアルジェリアの新聞リベルテ（Liberté）とフランスの日刊新聞リュマニテのジャーナリストはフランスに亡命することになった。

## 2007年2月・失踪に関するシンポジウム
2007年2月7日、アルジェリア失踪者家族会（CFDA）によって「真実のために～平和と和解～」と題されたシンポジウムを開催しようとしたが政府はそれを妨害。そのためアルジェリア組織ジャザイロウナ（Djazairouna）、国際失踪者家族会（ANFD）、アルジェリア組織ソモウド（Somoud）のSOSは途絶えてしまった。1990年代の「アルジェリア南北戦争の間に起きた事件に係わる失踪に関する会議」に対して行った検閲の新方式がフランスの拷問廃止のためのクリスチャンの活動（ACAT）、国際人権連盟（IFHR）、世界拷問反対協会（WOAT）によって調査された。2006年9月29日採択され、論争の的になった平和憲章と国際調停の批評家は弁護士、人権擁護活動家のもとで、様々な脅迫法を使う裁判所関係者を含む政府の標的にされた。

## 参考書籍
1. ↑  Entre menace, censure et liberté: La presse privé algérienne se bat pour survivre, 1998-3-31閲覧
2. ↑  Algérie : censure contre la presse,
fr:フランスの日刊新聞リュマニテ, 1996-7-5閲覧 （フランス語） (see also humaniteinenglish)
3. ↑  Alger censure aussi les blogs, Rezki.net, 2006-3-13閲覧
4. ↑  Mobilisation contre la censure de la presse, L'Humanité, 1998-11-6閲覧 （フランス語）
5. ↑   Algeria - 2003 Annual report, en:Reporters Without Borders 国境なき記者団(RWB) （英語）
6. ↑  Reporter for El Watan attacked and kidnapped, RSF, 2002-7-23閲覧 （英語）
7. ↑  Rencontre avec un journaliste algérien, Monsieur Djmaledine Benchenouf de Liberté
8. ↑  Algérie : Interdiction d’un séminaire international sur les disparitions forcées, en:International Federation of Human Rights public statement, published by en:Hacktivist News Service (HNS), 2007-2-7閲覧 （フランス語）